# 경제협력개발기구

경제 협력 개발 기구 가입 국가
창립 회원국
창립 이후에 가입한 회원국

경제협력개발기구(經濟協力開發機構, Organization for Economic Cooperation and Development; OECD)는 경제협력 및 개발원조에 대한 국제 기구이다.

## 상세
OECD의 목적은 경제 성장, 개발도상국 원조, 무역의 확대 등이고 활동은 경제 정책의 조정, 무역 문제의 검토, 산업 정책의 검토, 환경 문제, 개발도상국의 원조 문제 논의 등의 일을 한다.
1948년 미국의 마셜 플랜 관련 지원을 받은 유럽경제협력기구(OEEC, Organization for European Economy Cooperation)에서 시작하였으며, 개발원조그룹(Development Assistance Group : DAG)를 별도로 설치하였다. 1961년 가맹국 18개국과 함께 미국, 캐나다가 합쳐서 OECD가 만들어지게 되었으며, DAG도 개발원조위원회(DAC)으로 개편되었다. 개발원조위원회는 경제협력개발기구 국가들 중 일부만 가입해 있으며, ① 적절한 원조조직, 원조정책과 전략의 보유, ② 원조규모가 GNI대비 0.2%이상 또는 원조규모가 1억 달러이상, ③ 적절한 원조 평가시스템의 구비 등을 완비해야 가입할 수 있다.
최고 의사 결정기구는 매년 한 차례 5월쯤 프랑스 파리 OECD 본부에서 열리는 각료이사회이다. 사무총장은 2006년 이래 멕시코 출신의 앙헬 구리아가 맡고 있다.
회원들 중엔 민주주의와 시장경제에 기반한 선진국이 많은 편이지만 아닌 경우도 있다.

### 대한민국의 OECD 가입
대한민국은 1996년 12월 12일 회원국으로 OECD에 가입하였다.
한국의 경제 규모가 커지면서, 한국은 미국과 유럽 여러 나라들의 개방 압력을 피할 수 없었다. 이미 80년대 말부터 OECD가 한국의 OECD가입을 촉구해왔지만, 시장개방 압력이 더 커질 것을 두려워하여 한국 정부는 적극적인 태도를 보이지 않았다. 그러나 점차 무역 갈등이 커지자, 한국정부는 90년대 초 세계경제질서 변화에 능동적으로 대응한다는 명목으로 OECD 가입을 구체적으로 준비하기 시작하였다.
1990년 3월 OECD 비회원국으로서 최초로 아시아 신흥공업국 6개국을 포함한 OECD 비공식 경제정책협의회 회의를 서울에 유치하였다. 그리고 OECD 산하 위원회에 참여하여 활동하기 시작했다. 한국 정부는 1991년 4월 OECD 가입절차를 논의하기 위해 조사단을 파견하였고, 1996년 12월 마침내 OECD의 회원국이 되었다. 한국 외교부는 주OECD 대한민국 대표부를 프랑스 파리에 설치하여 운영중이다. 2010년에는 OECD DAC 회원국이 되었으며, 원조를 받는 나라에서 주는 나라로 완전히 탈바꿈하였다.
2016년 12월 16일에는 OECD 노동조합 자문 위원회로부터 회원 자격에 대한 경고장을 받았다.

## 회원국
현재 38개국이 회원국으로 가입했다. (2021년 5월 25일 기준)
- 캐나다 (1961년 4월 10일 가입)
- 미국 (1961년 4월 12일 가입)
- 영국 (1961년 5월 2일 가입)
- 덴마크 (1961년 5월 30일 가입)
- 아이슬란드 (1961년 6월 5일 가입)
- 노르웨이 (1961년 7월 4일 가입)
- 튀르키예 (1961년 8월 2일 가입)
- 스페인 (1961년 8월 3일 가입)
- 포르투갈 (1961년 8월 4일 가입)
- 프랑스 (1961년 8월 7일 가입)
- 아일랜드 (1961년 8월 17일 가입)
- 벨기에 (1961년 9월 13일 가입)
- 독일 (1961년 9월 27일 가입, 서독 시대에 가입)
- 그리스 (1961년 9월 27일 가입)
- 스웨덴 (1961년 9월 28일 가입)
- 스위스 (1961년 9월 28일 가입)
- 오스트리아 (1961년 9월 29일 가입)
- 네덜란드 (1961년 11월 13일 가입)
- 룩셈부르크 (1961년 12월 7일 가입)
- 이탈리아 (1962년 3월 29일 가입)
- 일본 (1964년 4월 28일 가입)
- 핀란드 (1969년 1월 28일 가입)
- 오스트레일리아 (1971년 6월 7일 가입)
- 뉴질랜드 (1973년 5월 29일 가입)
- 멕시코 (1994년 5월 18일 가입)
- 체코 (1995년 12월 21일 가입)
- 헝가리 (1996년 5월 7일 가입)
- 폴란드 (1996년 11월 22일 가입)
- 대한민국 (1996년 12월 12일 가입)
- 슬로바키아 (2000년 12월 14일 가입)
- 칠레 (2010년 5월 7일 가입)
- 슬로베니아 (2010년 7월 21일 가입)
- 이스라엘 (2010년 9월 7일 가입)
- 에스토니아 (2010년 12월 9일 가입)
- 라트비아 (2016년 7월 1일 가입)
- 리투아니아 (2018년 7월 5일 가입)
- 콜롬비아 (2020년 4월 28일 가입)
- 코스타리카 (2021년 5월 25일 가입)

### 가입 협상 진행 국가
- 루마니아
- 불가리아
- 브라질
- 아르헨티나
- 크로아티아
- 페루
- 인도네시아

### 가입 협상 취소 국가
- 러시아 (2007년에 가입 협상 시작, 2014년에 크림 위기, 2022년 우크라이나 침공을 계기로 가입 승인이 취소됨)

### 핵심 파트너
- 남아프리카 공화국
- 브라질
- 인도
- 중화인민공화국
- 대만

유럽 연합은 회원국별로 가입한다.
- 가입국 :  그리스,  네덜란드,  덴마크,  독일,  라트비아,  룩셈부르크,  리투아니아,  벨기에,  스웨덴,  스페인,  슬로바키아,  슬로베니아,  아일랜드,  에스토니아,  오스트리아,  이탈리아,  체코,  포르투갈,  폴란드,  프랑스,  핀란드,  헝가리(22개국)
- 미가입국 :  루마니아,  몰타,  불가리아,  크로아티아,  키프로스(5개국)

## 물가 상승률 비교
2012년 OECD 국가들의 소비자 물가지수(CPI) 전년 말기 대비 증감률은 다음과 같다. 이 자료는 소수점 4째 자리에서 반올림하였다. 전체적으로는 2.251%가 상승하였다.
| 이름       | 증감률(%) | 이름       | 증감률(%) | 이름       | 증감률(%) |
| ---------- | --------- | ---------- | --------- | ---------- | --------- |
| 오스트리아 | 2.486     | 아이슬란드 | 5.186     | 폴란드     | 3.560     |
| 벨기에     | 2.840     | 아일랜드   | 1.715     | 포르투갈   | 2.773     |
| 캐나다     | 1.516     | 이스라엘   | 1.708     | 슬로바키아 | 3.606     |
| 칠레       | 3.007     | 이탈리아   | 3.041     | 슬로베니아 | 2.598     |
| 체코       | 3.294     | 일본       | -0.033    | 스페인     | 2.446     |
| 덴마크     | 2.411     | 대한민국   | 2.187     | 스웨덴     | 0.888     |
| 에스토니아 | 3.933     | 룩셈부르크 | 2.664     | 스위스     | -0.693    |
| 핀란드     | 2.808     | 멕시코     | 4.112     | 튀르키예   | 8.892     |
| 프랑스     | 1.956     | 네덜란드   | 2.454     | 영국       | 2.800     |
| 독일       | 2.008     | 뉴질랜드   | 1.060     | 미국       | 2.069     |
| 그리스     | 1.502     |            |           |            |           |

## OECD 자유화 강령
자유화 강령은 1961년 12월 경제협력 개발기구(OECD)의 최고 기관인 이사회에서 결정된 무역의 경상거래 자유화 강령과 자본거래 자유화 강령을 말한다. 보통자유화 코드라 하는데 전자에서는 기술 원조·해운·보험 등의 54항목, 후자에서는 직접 투자·증권매매 등 27항목에 관해거 가맹국의 자유화 의무를 규정하고 있다. 후자의 코드는 64년 7월에 개정되었으나 여기에는 자유화 의무가 강한 A표(27항목), 비교적 약한 B표(10항목)로 구분되어 있다.

## 같이 보기
- OECD 뇌물방지협약
- OECD IT 장관회의
- OECD 세계포럼
- 개발 원조 위원회